# Báthori-család

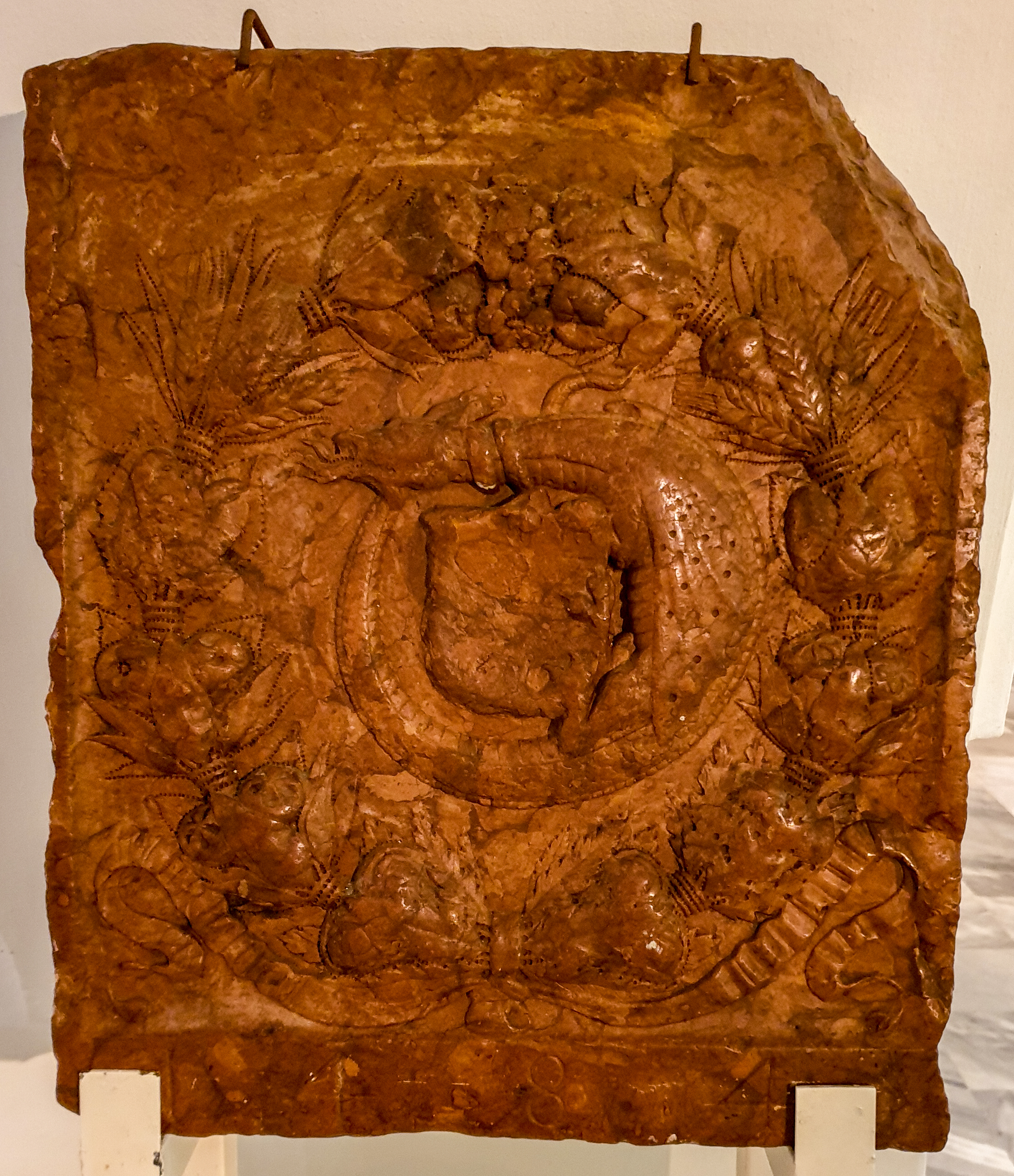
A Báthori-család vörös márványból faragott sárkányos címere a nyírbátori Báthori István Múzeumban 1484-ből

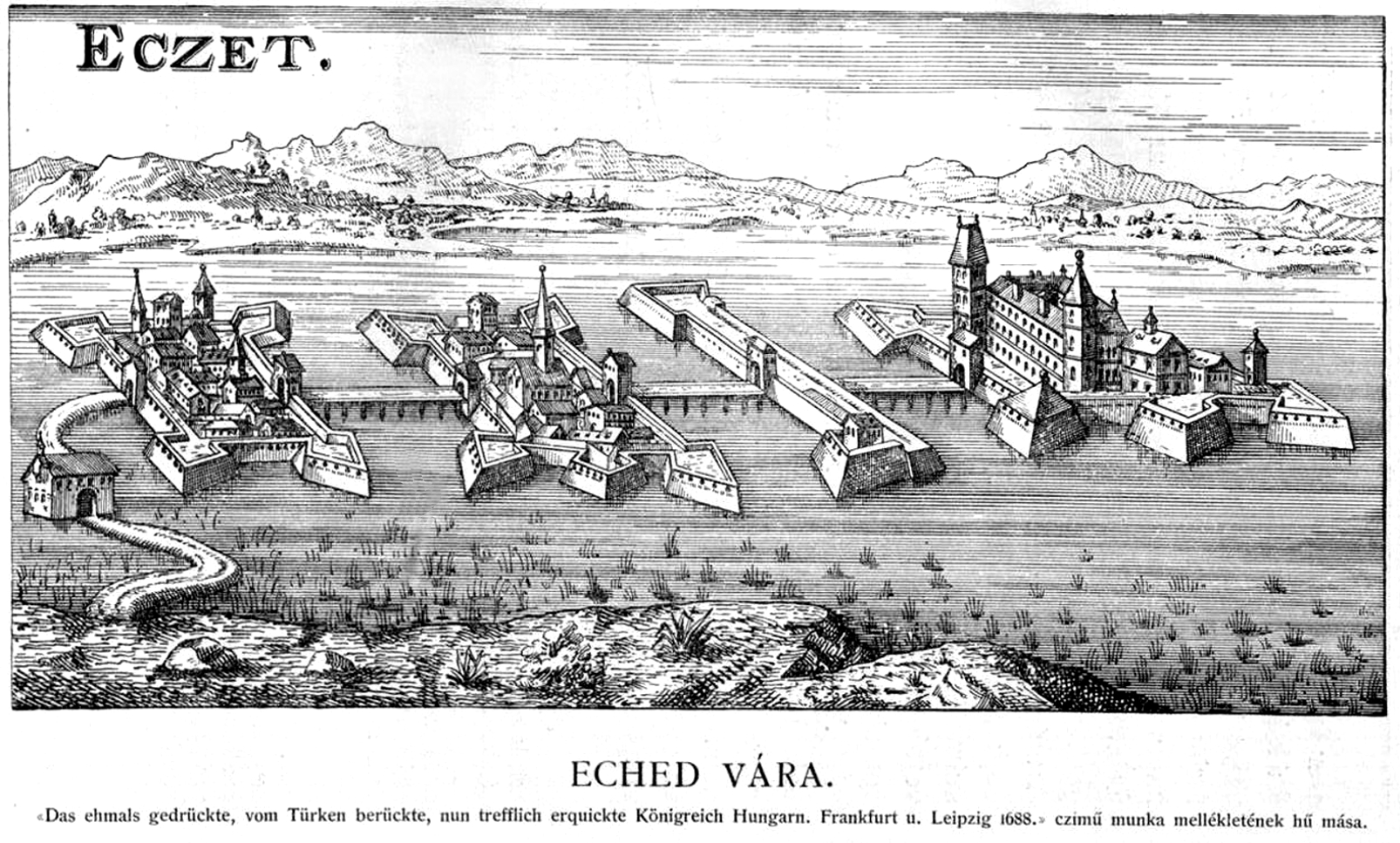
Az ecsedi vár (1688)

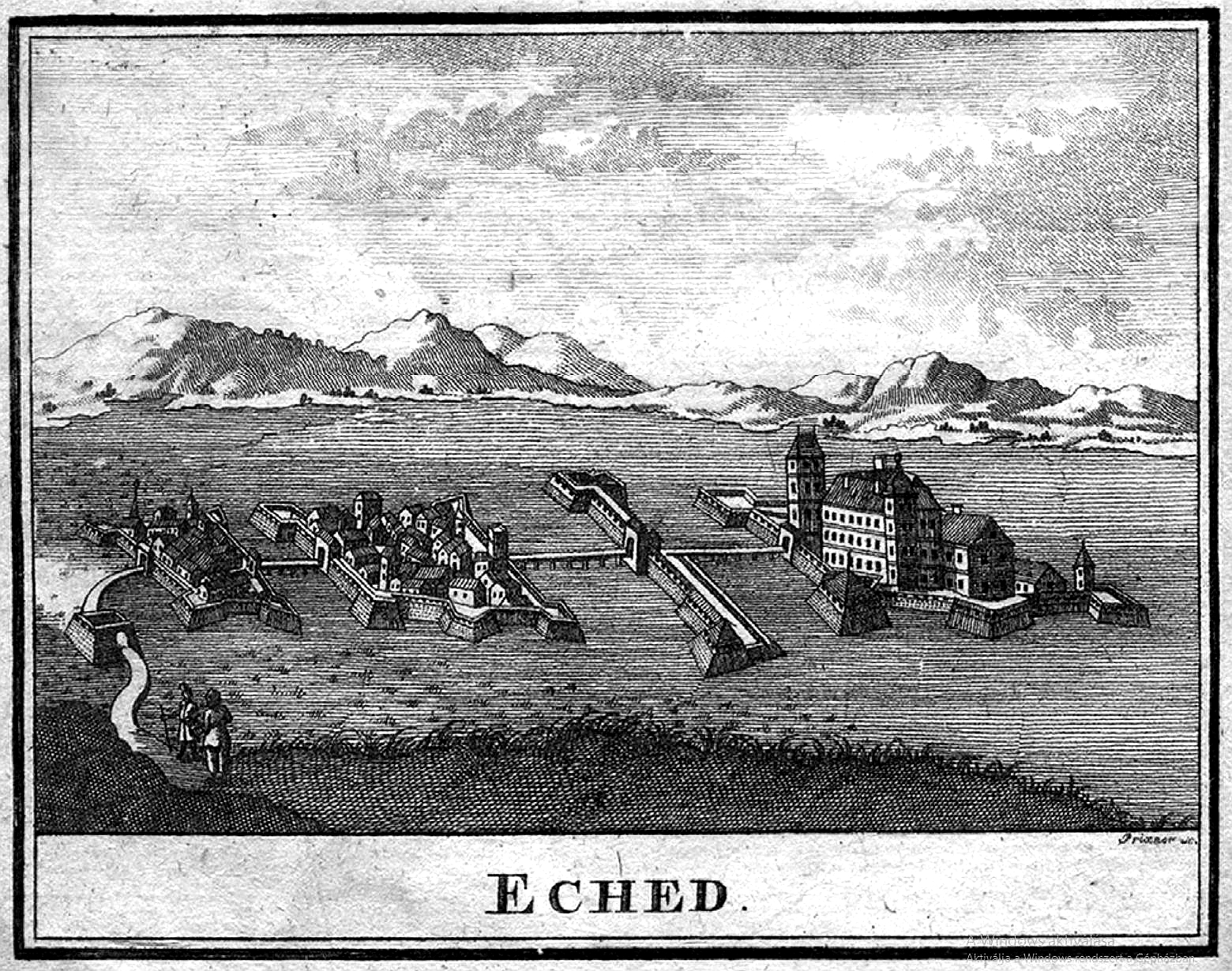
Az ecsedi vár a 16. században, Gottfried Prixner rézmetszete

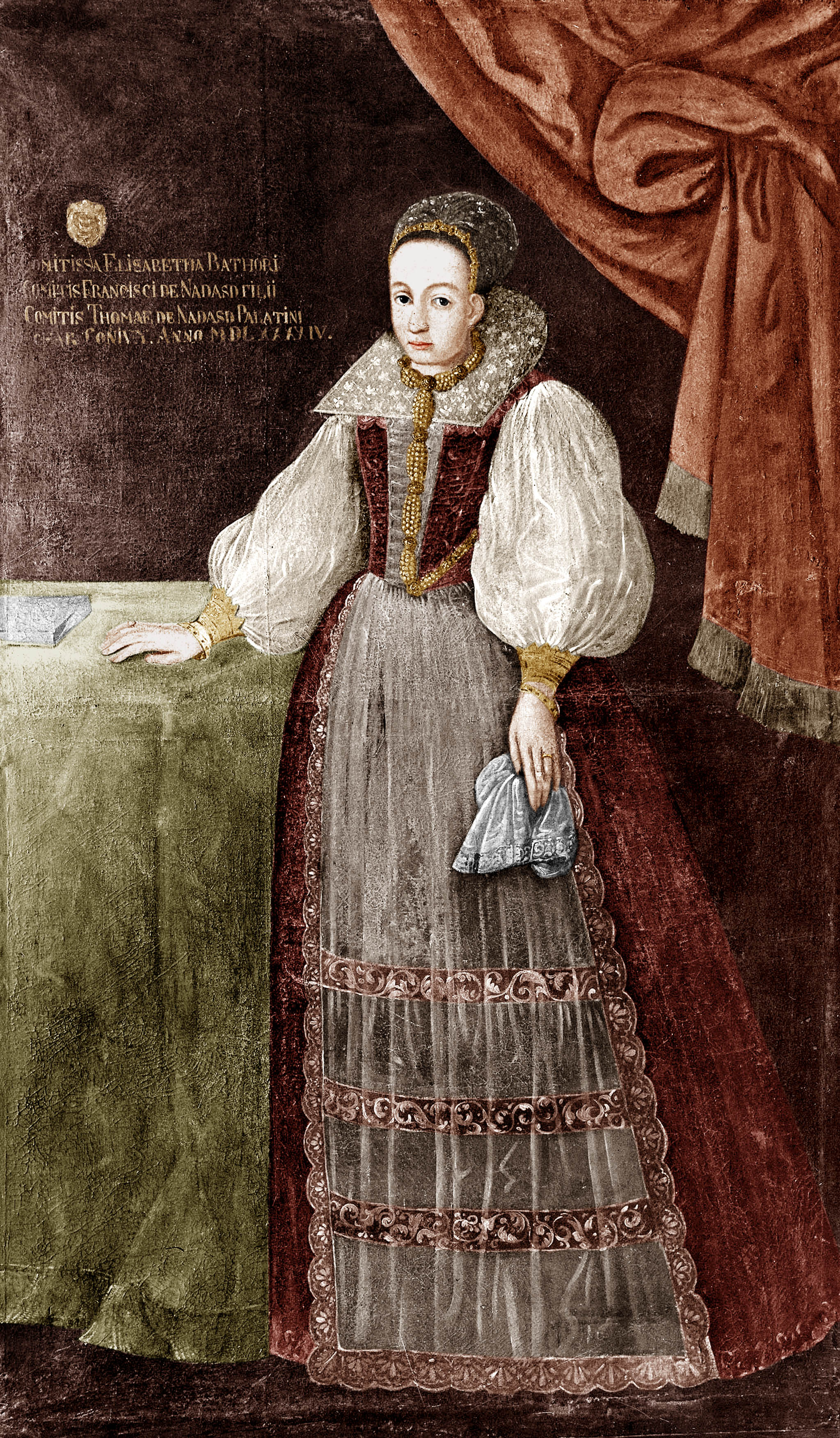
Ecsedi Báthori Erzsébet grófnő, a Báthori-család híres szülötte

A Báthoriak (korábban Bátoriak, más írásmód alapján Báthoryak), sváb származású, a Gutkeled nemzetség Majádi főágának Bátori ágából eredő magyar főnemes család, amely tagjai közül számos középkori főméltóság, erdélyi vajda, illetve fejedelem került ki – sőt, egy lengyel király is. A család három ágra vált, az ecsedi, a szaniszlófi és az utóbbiból eredő somlyai ágakra.

## A család kialakulása
Bereck egy évszám nélküli oklevél szerint IV. László (Kun László) királytól kapta adományba Abram, Bátur és Kis-Bakta helységeket „hű szolgálataiért”. Bereck ekkor elhagyta régi (de Rakomaz) előnevét és Bátorról (Batur), birtokaimak központjáról kezdte nevezni magát, ebből alakult ki a Báthori családnév. Bátori Bereck gyermekei közül I. János és Lökös lett a két fő ágra szakadt Báthory család két őse. A Bátoriak a III. András halála utáni feudális anarchiában birtokaik helyzetéből adódóan eleinte Borsa Kopasz (és testvére, Borsa Beke) szerviensei voltak, de viszonylag hamar átálltak Károly Róberthez. Bátori I. János a király oldalán harcolt a rozgonyi csatában, ahol két szerviense is elesett.
János László nevű fia (a későbbi szabolcsi ispán) a Pok nemzetségből származó Medgyesaljay Móricz Medgyesy Anna néven ismert lányát vette feleségül – utódaik a somlyai Báthory család tagjai. Bátori Lökös Péter nevű fia 1345-ben Itáliában tanult és 1347-ben alig 15-17 évesen váradi kanonok lett, de mivel bátyja meghalt, kilépett az egyházi rendből (még föl sem szentelték), és tőle származott le az ecsedi Báthory család.
1325-ben Bereck fiait Károly Róbert király megerősítette az apjuk által nyert javakban, és még ebben az évben megkapták Ecsedet is. 1325-ből származik a Báthory-család címere. 1334-ben kapták meg Bereczk fiai az engedélyt arra, hogy Ecsed mellett a mocsárban várat építhessenek s azt »Hűség«-nek nevezhessék.
1330-ban Bereck fiai és utódai abban – a később úriszéknek nevezett – kiváltságban részesültek, hogy a birtokaikon élő népek felett a megyés ispán helyett ők bíráskodhattak, és akár halálos ítéletet is hozhattak.
1332-ben névadójuk, Bátor városa árumegállító jogot kapott, mégsem ez, hanem a mocsarakkal körülvett, jobban védhető Ecsed lett később a család központi birtoka.
Az Ecseden felépült vár köré rövid időn belül hatalmas uradalom alakult ki. 1335-ben a Gutkeled nemzetség Farkas-ágától megszerezték a sárvármonostori kegyuraságot, amellyel együtt járt Szentmárton, Vállaj és Kálmánd helységek haszonélvezeti joga is. 1338-ban csere útján megszerezték Szaniszlót, 1341-ben Fábiánházát, 1348-ban elnyerték a királytól Mérket is.
A család a 14. század első évtizedeiben két ágra szakadt. Az egyik Szilágysomlyót kapta birtokul és ettől kezdve somlyai Báthorynak nevezte magát.
A másik ágból származó, Itáliában tanult Péter a szabolcsi Ecsedet szerezte meg, leszármazottai nyíri vagy ecsedi Báthoriaknak hívták magukat.
A somlyói ág megmaradt katolikusnak, az ecsedi ág viszont a 16. század közepén áttért protestáns hitre.

## A családnév helyesírása
Van olyan könyv, amelyben mindegyik Báthori i-vel szerepel.
Vannak olyan könyvek, amelyek a somlyaiakat y-nal, az ecsedieket pedig i-vel adják meg.
Van olyan könyv, amelyik mindegyik Báthoryt y-nal írja.
A történelmi tulajdonnevek helyesírásáról a magyar helyesírás szabályai itt találhatók. Eszerint (157.a) elsősorban a saját vagy a család írásmódját kell használni, méghozzá a hozzánk legközelebbi korból (157.b). Úgy tűnik, ebben a család nem egységes a 16. és 17. század fordulóján (Aláírások: István Kristóf Gábor Boldizsár Zsigmond), ami a hozzánk legközelebb eső kor. A következő a már kialakult szokás (157.c), ebben a szakirodalomban úgy tűnik, hogy az ecsedieket és a koraiakat inkább i-vel, a somlyaiakat inkább y-nal írják. Legutoljára a kialakulatlan írásmódnál (157.d) minimálisan hagyományos, mai szemmel sem zavaró alakot kell használni.
A szakirodalom zömével összhangban a korai Bátoriakat teljesen fonetikusan, i-vel és h nélkül, az ecsedi Báthoriakat h-val és i-vel, a somlyói Báthoryakat h-val és y-nal írja. De ettől is lehetséges eltérés, amikor bizonyítható, hogy az újkorban, magyar nyelvű levélben ő másképpen írt.

## Korai Báthoriak
kódok feloldása
- * = születés
- † = elhalálozás
- b.é. = biztosan élt
- fl = biztosan élt (latin: floruit)
- h. = házasság
- ∞ = házasság
- ¹ ² ³ = első, második vagy harmadik házasság
- ¹∞ ²∞ ³∞ = . házasságból származó gyerek
- N = ismeretlen név

Korai Báthoriak (B1)
- Gutkeled nemzetségbeli N (majádi főág)
  - fiú
    - Felicián, a Zeleméri család őse
    - János, leszármazottai a Szalmadi családnevet viselték
      - ... az ág 1413-19-ben kihal

    - Lukács
      - Felicián, fl 1310
      - János, fl 1310

  - Miklós
    - Hodos, fl 1270-91, a Szakolyi (Szokoli, Hodos of Szakoly) család őse
    - István, fl 1310
    - "Kopasz" rakamazi András, fl 1250
      - encsencsi György, fl 1276-1307
        - ... az ág 1369-ben kihal

      - Benedek de Szaniszló, fl 1279-1321
        - Pócs, fl 1345-55
        - Ivanha, fl 1371; ∞ Császár Tivadar

      - Bátori Bereck, fl 1276-1320;  ∞ ismeretlen, a csák nembeli Marhard Nadabi lánya. Innentől Báthoriak.[16]
        - Báthori András váradi püspök (1329–1345)[9]
        - Bátori János (bihari ispán) bihari ispán[17], fl 1312-50
          - Bátori László (szabolcsi ispán), Szabolcs ispánja, +1373/79 ∞ Anna Meggyesi (fl 1351-55), felesége hozománya volt Somlyó, leszármazottaik a somlyói Bátoriak
            - Szaniszló, fl 1355-95; ∞ Szikszói Anna (fl 1372-1381) → szaniszlófi Báthoryak
              - István, fl 1393-1453, ∞ ¹Thuróczy Orsolya (fl 1411) ²Várdai Dorottya (fl 1428-52). Innen lásd somlyói Bátoriak
              - Zsófia, fl 1381

            - László, fl 1355
            - György, Arad ispánja, fl 1355-94
              - ... az ág 1461 körül kihal

            - Anna, fl 1378-93; ∞ Gf Korbáviai Miklós
            - Erzsébet, fl 1378-1415;  ∞ Debreceni Gergely (–1382 után)
            - lány,  ∞ Elefánti Mihály

          - György, fl 1350-73
            - János, fl 1377-97; ∞ Drugeth Margit
            - lány, fl 1373; ∞ Miklós Várdai (*1333 +1373)

          - István, fl 1353-66

        - Bátori Lökös (Lõrinc), csatában elesett Havasalföld 1330. szept. → ecsedi Bátoriak
        - Bátori Miklós csongrádi és Székely ispán, +1357/63
          - Miklós, +ca 1363
          - Ágnes (Anna), fl 1363-80
          - Borbála, fl 1363; ∞ szántói Petõfi János (+1393/95)

        - Bátori Klára? [18]

## Szaniszlófi Báthoryak
- Báthory János, Báthory Szaniszló fia
- Báthory László, Báthory Szaniszló fia
- Báthory István (1427-ben említik), [19] Báthory Szaniszló fia
- Báthory László, István fia
- Báthory György, István fia
- Báthory Péter, István fia
- Báthory Mátyás, István fia
- Báthory Miklós (1462–1500), István fia → somlyói Báthoriak
- Báthory Dominik, István fia
- Báthory Pelbárt, István fia
- Báthory János, István fia
- Báthory István, István fia
- Báthory Anna (?–1570),(wd) István lánya
- Báthory Veronika, István lánya
- Báthory Potencia, István lánya
- Báthory Jadviga, István lánya
- Báthory Margit, István lánya
- Báthory Borbála, István lánya
- Báthory Péter, János fia [20]
- Báthory Imre, János fia [21]

## Somlyói (Somlyai) Báthoryak

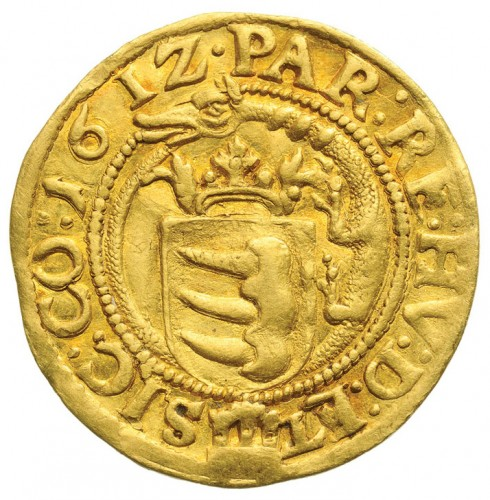
Somlyói Báthory Gábor erdélyi fejedelem aranyforintja rajta a családi címer

Bátori Bereck fia János fia László Somlyót kapta hozományul, utódai pedig felvették a somlyói előnevet.
- somlyói Báthori István, fl 1393-1453, ∞ ¹Turóczi Orsoly, ²Várdai Dorottya (fl 1428-52) (folytatás innen)
  - ¹∞ László, fl 1428-60
  - ¹∞ György, fl 1428-47
  - ¹∞ Mihály, fl 1428
  - ¹∞ Máté, fl 1428-67
  - ²∞ Péter, fl 1428
  - ²∞ báthori Szaniszlófi István, fl 1438-1517; ∞ Tornai Erzsébet
    - ...leszármazottai szaniszlófi Báthoriak

  - ²∞ báthori Szaniszlófi János, fl 1462-1500, ∞ Szokoli Borbála
    - ...leszármazottai a báthori Staniszlófi nevet használták, nem somlyói Báthorinak nevezik őket

  - ²∞ Gellért/Gerhard, fl 1453-69
  - ²∞ Domokos, szerzetes fl 1453-98
  - ²∞ Miklós, fl 1445-98; ∞ ¹Kézméri Borbála, ² losonci Bánffy Zsófia (fl 1477)
    - ¹∞ Bertalan, Szatmári fõispán, fl 1489-1536; ∞kusaly-i Jakcs Klára
    - ¹∞ Báthory István (1477–1534) erdélyi vajda (1530-1534) ∞ Telegdi Katalin (*1492 +1547)
      - Erzsébet, +Gyula 1562; ∞ ¹petrovina-i Pekry Lajos, (+ca 1554); ²báró kányaföldi Kerecsényi László (~1510–1566)
      - Miklós, fl 1516
      - András, +1563. 7. 1; ∞ 1551 fogarasi és szunyogszegh-i Maylád Margit (+1594 után)
        - Gábor, +1586. 11. 11. ∞ NN
        - Erzsébet; ∞ ¹berekszói Hagymássy Kristóf (+6.4.1677); ²ruszkai Dobó Ferenc (+14.9.1602)
        - Báthory András (1566–1599), bíboros (1584), erdélyi fejedelem (1599)
        - Báthory Boldizsár (1555–1594), Erdély régense (1594)[22] ∞ Kendy Mária
          - lány, +1594

        - Báthory István krasznai főispán, ∞ ¹pelsõczi Bebek de Zsuzsanna (+1595); ²Kosztka Zsófia
          - ¹∞ Báthory Gábor (1589–1613), erdélyi fejedelem (1608-13) ∞ palocsai Horváth Anna
          - ¹∞ Báthory Anna (1594–1636) ∞ ¹losonci Bánffy Dénes (+1612); ²branyicskai Jósika Zsigmond
          - ¹∞ fiú, *1595, +1601
          - ²∞ Báthory András (1597–1637) ∞ Zakreszka Anna
            - Báthory Zsófia (1629–1680) ∞ felsővadászi II. Rákóczi György

      - Báthory Kristóf (1530–1581) erdélyi vajda ∞ Bocskai Erzsébet
        - Báthory Zsigmond (1572–1613) erdélyi vajda (1581-1588), Erdélyi fejedelem (1588-1594, 1594-1597, 1598-1599 és 1601) ∞ Habsburg Mária Krisztierna főhercegnő
        - * Báthory Griseldis (1569–1590) ∞ Jan Zamoyski (1542–1605) Lengyel királyi kancellár
        - Miklós, *1567, +1576. 1. 30.
        - Boldizsár, +1577. 5. 19.
        - fiú, +1581 után

      - Báthory István (1533–1586) erdélyi vajda (1571-1576), Erdélyi fejedelem (1576-1586), Lengyel király (1575-1586), Litván nagyfejedelem (1576-1586) ∞ Jagiello Anna (*1523.10.18. +1596.9.9)
      - Zsófia, ∞ ¹kõrösszeghi Csáky Demeter (fl 1526-52); ²Dóczy Kelemen
      - Anna, ∞ ¹bélteki Drágfi Gáspár (*1516 +1545. 1. 21.), ²homonnai Drugeth Antal, ³ecsedi Báthori György (+1570) ♥, A házasság fontosságáról itt olvashat!
      - Katalin, fl 1516

    - Móric, +fiatalon
    - Miklós, fl 1500
    - Erzsébet, ∞ ¹Várdai Mihály (fl 1526-52) ²nagymihályi Bánffy György
    - Katalin, +1552 után, ∞ Sarmasághy László (+1552 előtt)
    - Borbála, ∞álmosdi Chyre András (fl 1511-20)

  - Veronika, fl 1447-77; ∞ Szokoli Miklós
  - Margit, fl 1447
  - Hedvig, fl 1447
  - Anna, fl 1447; ∞ Agárdi László

## Ecsedi Báthoriak

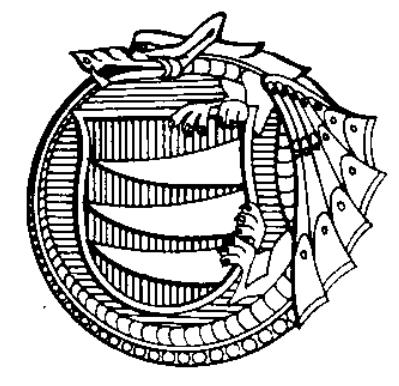
Ecsedi Báthori István országbíró címere

Bereck gyermekei közül a birtokaikon való megosztozásukkor Ecsed Lökös fia Péter-nek jutott, ez alkotta később az ecsedi ágat.
Birtokközpontjuk a mai Nagyecsed volt. Egy részük bátori előnévvel szerepel, mert ők birtokolták a névadó Bátort. A 14. század végén egy Báthori lány házassága és a Marczali családdal kötött örökösödési szerződés révén megszerzik a Marczaliak somogyi birtokait is.

- Lökös (Lõrinc), csatában elesett Havasalföld 1330. szept. (folytatás innen)[23]
  - Benedek, fl 1334-47
  - Péter fl 1334-58, szatmári ispán (1408)[24]
    - János, Szabolcs ispánja, +1416, ∞ szántói Petõfi Katalin (fl 1393-1417)
      - István +Várnai csata 1444. 11. 11., asztalnokmester (1417-1431), országbíró (1435-1439), ∞ ¹Tarkõi Margit, ²Kistapolcsai Orsolya, ³Buthkai Borbála
        - ³∞ András, lovászmester[25], Szabolcs és Szatmár ispánja, +1496/97, ∞ ¹Várdai Dorottya, ²bélteki Drágfi Julianna (+1500 után)
          - ¹∞ Borbála, ∞Perényi Imre (+1519)
          - ¹∞ István a sánta[10] (-1530. május 8.), nádor (1519-23, 1524-25 és 1526-30), Temes főispánja ∞ Sophia of Masovia hercegnő (*1497/98, +1543. 3. 11. előtt)[26][27][28]
            - Szaniszló/Klára, fl 1524[29]

          - ¹∞ György, (?–1534)[30], főlovászmester (1505–1534)[31] somogyi ispán[10] ∞ gergellaki Buzlai Katalin
          - ²∞ András, tárnokmester (1527–1534)[31], Szatmár ispánja[27], Macsó bán (1534), ∞ Rozgonyi Katalin (fl 1511-33)
            - Bonaventura András, erdélyi vajda (1552-53), országbíró (1554-1566), tárnokmester (1544-1554), Somogy, Liptó, Szepes, Szatmár és Szabolcs vármegye főispánja. ∞ ¹Thurzó Anna ²Mindszenti Katali
            - György, +1570, ∞ somlyói Báthori Anna ♥, A házasság fontosságáról itt olvashat!
              - István (1555–1605), országbíró (1586-1605), Szatmár és Szabolcs vármegye főispánja ∞hommonai Drugeth Fruzsina
              - Erzsébet ∞ Nádasdy Ferenc (1555–1604)
              - Zsófia, ∞ Figedy András
                - István Figedi
                - Borbála Figedi, ∞ Pogány György

              - Klára, ∞ Várdai Mihály

            - István, fl 1524
            - János, fl 1527
            - László, +fiatalon
            - Klára, fl 1521, +1540 után, ∞ ¹hommonai Drugeth István (+1538/40), ²Losonci Antal (+1551)
            - Zsófia, fl 1524
            - Miklós, országbíró (1568-1584), Somogy, Szatmár és Szabolcs vármegye főispánja (1520), ∞ Losonci Anna/Fruzsina

        - ³∞ István, országbíró (1471-1493), erdélyi vajda (1479-1493), asztalnokmester, tárnokmester, a kenyérmezei csata parancsnoka
        - Péter, fl 1446-52
        - Pál, fl 1446-96
        - László, asztalnokmester, Somogy és Szatmár ispánja, +1477, ∞ Berzeviczy Erzsébet
        - Miklós (*1435, +1506), váci püspök (1474–1506)
        - Margit (1420?–1498), ∞ ¹Szilágyi Mihály, régens (+1460/61), ²alsólendvai Bánfi Pál (+1471/77)
        - Erzsébet, ∞ Telegdi János
        - Katalin, ∞ Marczali György(fl 1411-56)

      - Benedek, fl 1406-18
      - Tamás, +1446, ∞kusaly-i Jakcs Krisztina (fl 1449-84)[32]
        - Veronika, fl 1466-1494, ∞ ¹ruszkai Dobó Domokos (fl 1427-66), ²Csaholyi András[33]
        - Margit, ∞kállai Lõkös János[33]
        - Erzsébet, fl 1466[33]
        - Potentiana, fl 1480, ∞ Szokoli Péter[33]

      - Mihály, fl 1416-1420
      - János, fl 1416-1428
      - Bertalan, fl 1416-1438, elesett Tábor ostroma
      - Potenciana, fl 1393-1416, ∞bélteki Drágfi György (+1433 után)
      - Katalin, fl 1416-1443, ∞ Miklós Drágfi of Béltek (+1480 után)
      - Zsuzsanna, fl 1416, ∞ Szokoli János (fl 1404-35)
      - lány, ∞ Kállói István

## Az ecsedi és a somlyai ág összekapcsolódása

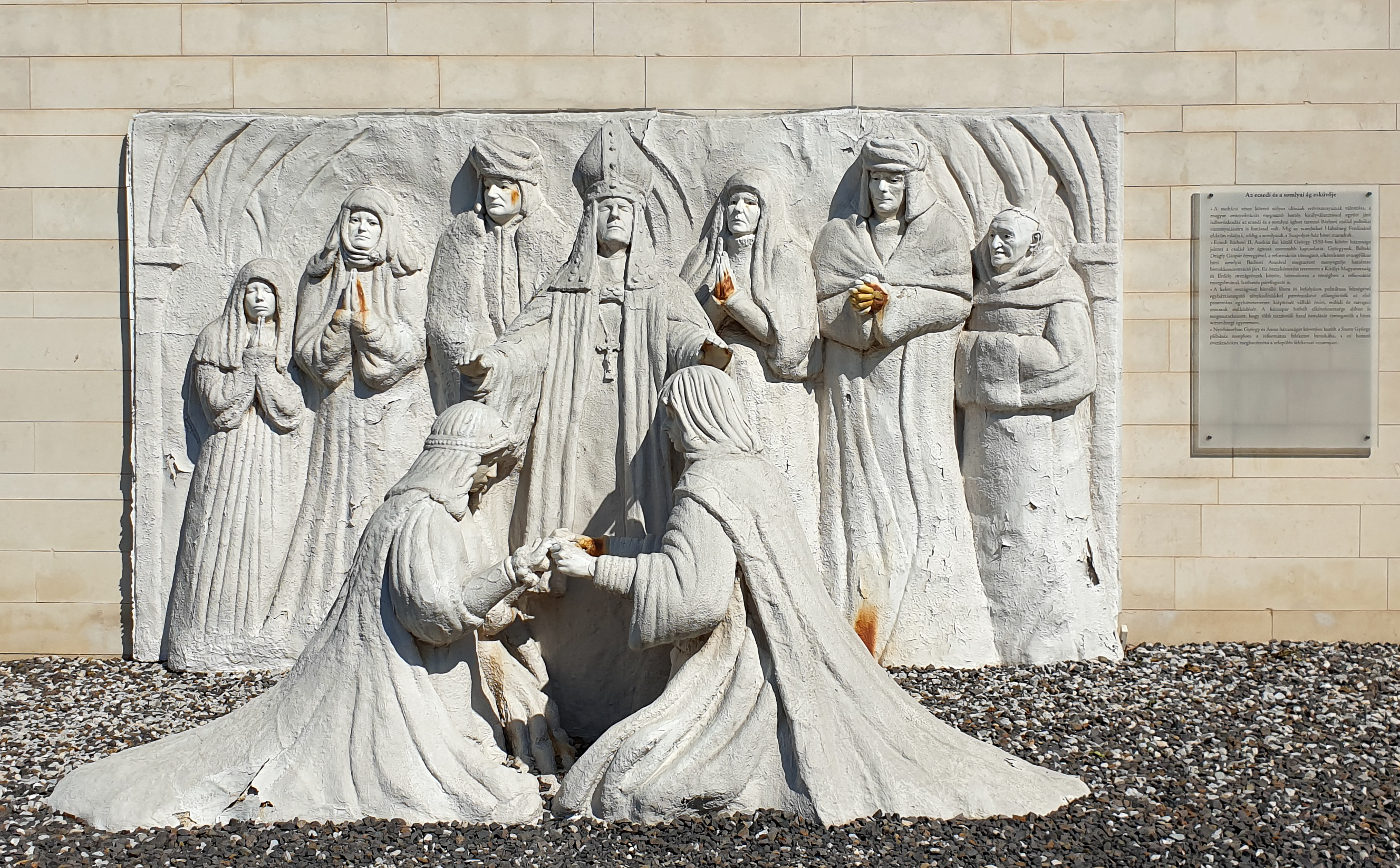
Báthori György és Báthori Anna házasságát ábrázoló szobor Nyírbátorban

Ecsedi Báthori II. András egyik fia, Báthori György 1550-ben házasságot kötött Báthory Annával, Bélteki Drágffy Gáspár özvegyével.
A menyegzőnek nagy politikai, gazdasági és vallási jelentősége volt. A mohácsi vészt követően a magyar arisztokráciát megosztotta a kettős királyválasztás is: az ecsediek Habsburg Ferdinánd pártján voltak, míg a somlyaiak a Szapolyai-család hívei maradtak. Báthory Anna maga a reformáció támogatója, elkötelezett evangélikus volt. A házaspár elősegítette az első protestáns egyházszervezet kiépítését, az óvári, erdődi és csengeri zsinatok megtartását. Támogatták tiszántúli fiatalok tanulását a Wittenbergi Egyetemen.
A házasság hatalmas birtokkoncentrációval járt, egyben összeköttetést teremtett a Királyi Magyarország és Erdély között.
Nyírbátorban a házasságot követően vált a Szent György-plébániatemplom református templommá. Ez évszázadokra meghatározta a település felekezeti viszonyait.